# Ashley (Indiana)
Pour les articles homonymes, voir Ashley.
Ashley est une municipalité américaine située dans les comtés de DeKalb et de de Steuben en Indiana.
Ashley est fondée en 1892. La municipalité s'étend sur 1,81 mille carré (4,69 km2), dont 1,5 mille carré (3,88 km2) dans le comté de DeKalb.
Lors du recensement de 2010 sa population est de 983 habitants, principalement dans le comté de DeKalb (644 habitants).